# Penicilină
Penicilinele reprezintă un grup de antibiotice beta-lactamice derivate din speciile de fungi din genul Penicillium.
Aproximativ 10% dintre pacienții aflați în tratament raportează reacții alergice la peniciline; totuși, până la 90% dintre aceștia nu sunt de fapt alergici. Reacțiile alergice grave pot apărea doar la un procent de 0,03% dintre pacienți.
Penicilinele acționează în special asupra bacteriilor Gram-pozitive. În prezent multe tulpini de bacterii au devenit rezistente la terapia cu peniciline din cauza folosirii iraționale a antibioticelor din acest grup.
Majoritatea penicilinelor utilizate în clinici sunt sintetizate de  Penicillium chrysogenum prin fermentație în rezervoare adânci și apoi purificate. Au fost descoperite mai multe tipuri de peniciline naturale, însă doar doi compuși purificați sunt utilizați în practica clinică: penicilina G (administrată intramuscular sau intravenos) și penicilina V (administrată oral). Penicilinele au fost printre primele medicamente eficiente împotriva multor infecții bacteriene cauzate de stafilococi și streptococi. Ele sunt încă utilizate pe scară largă în prezent pentru diverse infecții bacteriene, deși multe tipuri de bacterii au dezvoltat rezistență în urma utilizării extinse.

## Istoric
În anul 1928, în timp ce lucra la Spitalul St. Mary din Londra, medicul scoțian Alexander Fleming a fost primul care a demonstrat experimental că un mucegai din genul Penicillinum  secretă o substanță antibacteriană, pe care a numit-o „penicilină”. S-a descoperit că mucegaiul era o variantă a Penicillium notatum (acum cunoscut sub numele de Penicillium rubens), un contaminant al unei culturi bacteriene din laboratorul său. Lucrările asupra penicilinei la Spitalul St. Mary s-au încheiat în 1929.  În 1939, un grup de oameni de știință de la Școala de Patologie Sir William Dunn de la Universitatea Oxford, condus de Howard Florey și incluzându-i pe Edward Abraham, Ernst Boris Chain, Norman Heatley și Margaret Jennings, a început cercetările asupra penicilinei. Aceștia au dezvoltat o metodă de cultivare a mucegaiului, precum și de extracție, purificare și stocare a penicilinei. De asemenea, au creat un test pentru măsurarea purității acesteia. Au efectuat experimente pe animale pentru a determina siguranța și eficacitatea penicilinei înainte de a realiza studii clinice și teste de teren. Au derivat formula chimică a substanței și au determinat modul în care aceasta funcționează. Sectorul privat și Departamentul de Agricultură al Statelor Unite au identificat și produs noi tulpini și au dezvoltat tehnici de producție în masă. Penicilina a devenit o parte importantă a efortului de război al Aliaților în cel de-Al Doilea Război Mondial, salvând viețile a mii de soldați. Fleming, Florey și Chain au împărțit Premiul Nobel pentru Fiziologie sau Medicină în 1945 pentru descoperirea și dezvoltarea acesteia.

## Obținere

### Biosinteză

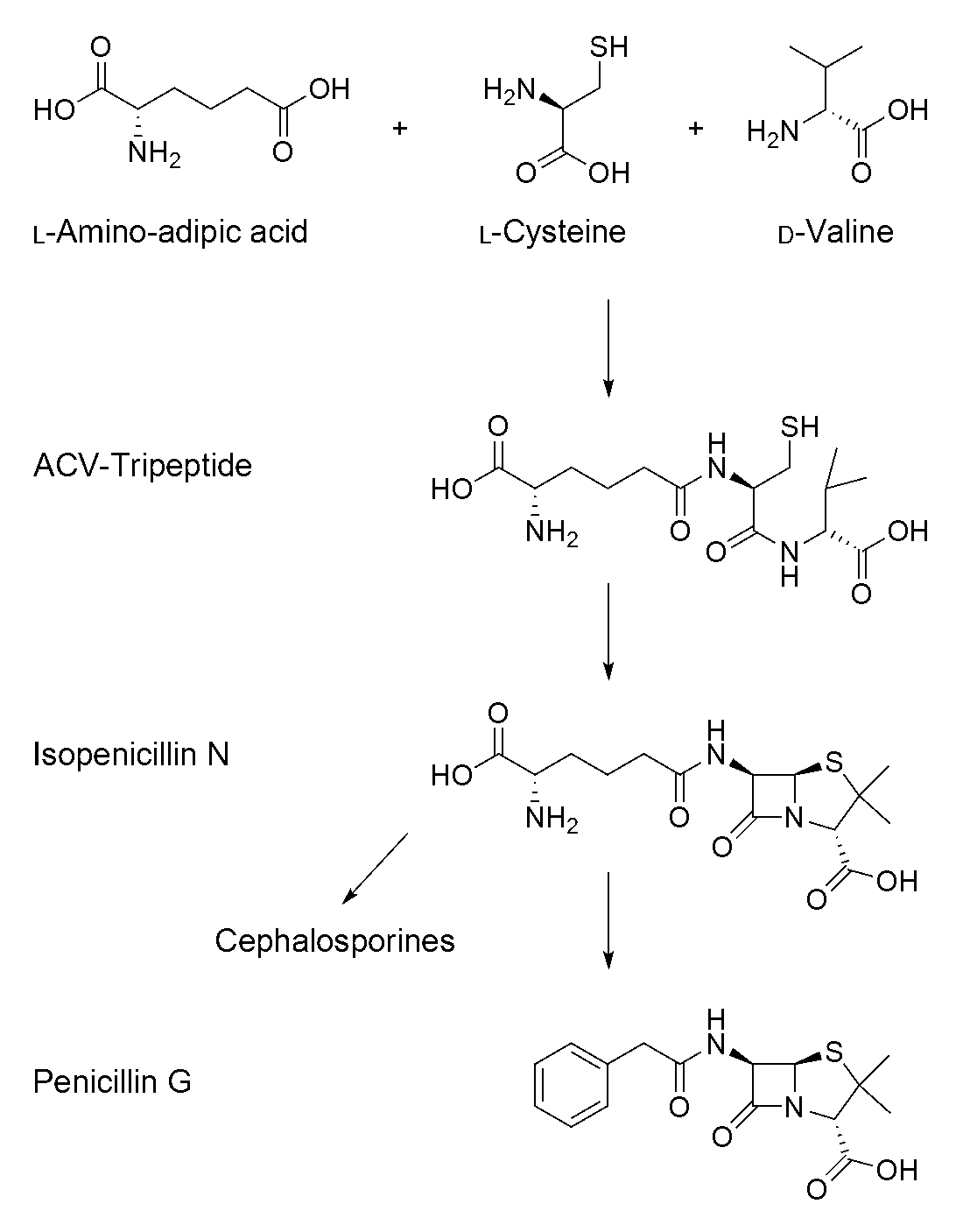
Schema biosintezei penicilinei G

Penicilele naturale (G și V) sunt metaboliți secundari produși de unele specii de Penicillium.
Trei etape principale sunt necesare pentru biosinteza penicilinei G (benzilpenicilinei):
- Prima etapă este o reacție de condensare a trei aminoacizi: acidul L-α-aminoadipic, L-cisteina și L-valina, în urma căreia se obține o tripeptidă.[6][7][8] Înaintea reacției de condensare propriu-zise, L-valina este epimerizată la D-valină.[9][10] Tripeptida care se obține este  δ-(L-α-aminoadipil)-L-cisteinil-D-valina (ACV). Ambele reacții, de epimerizare și de condensare, sunt catalizate de enzima δ-(L-α-aminoadipil)-L-cisteinil-D-valin-sintetaza (ACVS), o peptidă non-ribozomală.
- A doua etapă a biosintezei penicilinei G este conversia oxidativă a tripeptidei liniare într-o moleculă biciclică denumită izopenicilină N, cu ajutorul enzimei izopenicilin N-sintetază (IPNS), codificată de gena pcbC.[6][7] Izopenicilina N este un intermediar fără activitate antibiotică.[9]
- Ultima etapă este o reacție de transamidare catalizată de izopenicilin N-N-aciltransferaza, în care restul α-aminoadipil din izopenicilina N este înlocuit cu un rest fenilacetic.[6]

### Semisinteză

Acidul 6-aminopenicilanic

Penicilinele de semisinteză sunt obținute în urma reacției de acilare a acidului 6-aminopenicilanic (6-AP), care se obține la rândul său din penicilinele naturale (G și V) prin reacții de dezacilare pe cale enzimatică sau chimică. Cele mai bune metode de dezacilare pentru obținerea acidului 6-aminopenicilanic sunt cele enzimatice, deoarece se realizează într-o singură etapă (spre deosebire de dezacilarea pe cale chimică), fără utilizarea unor compuși toxici și este necesară prezența unei singure enzime (penicilin-deacilază).

## Structura chimică
Penicilinele au la bază un sistem heterociclic numit penam format prin condensarea unui ciclu azetidin-2-onic (I) cu un ciclu tiazolidinic (II) (vezi imaginea alăturată). Atomii de carbon 2, 5, 6 sunt asimetrici, având configurațiile absolute [2S, 5R, 6R]. Prezența celor trei atomi de carbon asimetrici face ca penicilinele să fie substanțe optic active. 
Pe lângă radicalii din imagine, penicilina G, V și ampicilina, mai există și alte tipuri de peniciline: penicilina F (pentenil penicilina): R= CH3-CH2-CH=CH-CH2

## Clasificare

### Peniciline naturale
- Penicilină G = benzilpenicilină - antibiotic
- Penicilină K
- Penicilină N
- Penicilină O
- Penicilină V = fenoximetilpenicilină - antibiotic

Peniciline naturale retard
- Benzatin benzilpenicilină
- Procain benzilpenicilină

### Peniciline rezistente la β-lactamaze (grupul M)
- Meticilină
- Nafcilină

Izoxazolilpeniciline
- Oxacilină
- Cloxacilină
- Dicloxacilină
- Flucloxacilină

### Aminopeniciline
- Ampicilină
- Amoxicilină
- Pivampicilină
- Hetacilină
- Bacampicilină
- Metampicilină
- Talampicilină
- Epicilină

### Carboxipeniciline
- Carbenicilină
- Carindacilină
- Ticarcilină
- Temocilină

### Ureidopeniciline
- Azlocilină
- Mezlocilină
- Piperacilină

## Farmacologie
Există două forme uzuale de penicilină: Penicilina G (forma injectabilă) și Penicilina V (forma acidorezistentă, care se poate administra oral). Penicilina este un antibiotic cu un spectru bactericid relativ redus contra germenilor gramnegativi, ceea ce a determinat obținerea derivatelor ei ca ampicilina care are un spectru bactericid contra gramnegativilor și grampozitivilor.

## Importanță
Această clasă de medicamente a avut un puternic impact asupra medicinei. Până la descoperirea antibioticelor, infecțiile produse de răni și boli precum sifilisul erau aproape întotdeauna mortale.
În mai puțin de un secol de când penicilina a fost descoperită, antibioticele au salvat peste 200 de milioane de vieți.